# Otto Ludwig (författare)
Otto Ludwig, född den 12 februari 1813 i Eisfeld i Thüringerwald, död den 25 februari 1865 i Dresden, var en tysk skald.
Ludwig upplevde en sorgfull ungdom och hängav sig, väsentligen på egen hand, åt musikaliska och litterära studier, som dock hämmades av en sjuklighet, som följde honom hela livet. Han efterlämnade en myckenhet utkast och ofullbordade arbeten. Fullbordade blev endast Der Erbförsler (1850; utgiven 1853) och Die Makkabäer (1852; utgiven 1855), den friska thüringska bondenovellen Die Heiterethei (1856; 3:e upplagan 1874) och den gripande romanen Zwischen Himmel und Erde (1857, 5:e upplagan 1881; "Emellan himmel och jord", 1858, 1861).
Samtidig med Hebbel, erbjuder Ludwig åtskilliga likheter med denne; en svår och av yttre hinder försenad utveckling, mycken teoretisk tvekan hand i hand med utpräglad skaparkraft. I medveten motsats mot tidens allmänna konventionalism och onatur i dramat sökte Ludwig framställa äkta, levande människor med fylliga, realistiskt detaljerade karaktärer, men förmådde inte bygga handlingen ur karaktärsteckningen. Så småningom överväldigades han av Shakespeare, ur vars verk han med monoman ensidighet härledde alla dramatiska idéer, och mäktade inte längre övervinna sitt tekniska grubbel. 
Ständiga omarbetningar och aldrig vilande teoretiska undersökningar förlamade skaparkraften; som resultat kvarstår, utom fragmenten, dagböckernas och Shakespearestudiernas högst intressanta meddelanden om konstnärspsykologin och scenens krav. Ludwigs litterära kvarlåtenskap utgavs av Freytag 1870 och av Heydrich 1874; en utvidgad upplaga av hans verk ombesörjde Stern och Schmidt 1891 (6 band), vartill kommer en av hans dotter Cordelia Ludwig utgiven volym Gedanken (1903). Urval av hans verk utgavs av Adolf Bartels och Viktor Schweizer med flera.